# زبيدة بشير
زبيدة بشير شاعرة وروائية و منشطة إذاعية تونسية ولدت سنة 1938 و توفيت في 21 أوت 2011، متحصلة على العديد من الجوائز الوطنية والدولية.

## السيرة الذاتية
ولدت زبيدة بشير سنة 1938، لم تزاول تعليمها في مدرسة أو كلية بل كانت عصامية التكوين وقد حرص والدها عند صغر سنها على تعليمها القرآن الكريم. تلقت توجيهات شعرية من الشاعر مصطفى خريف. تقول في قصيدة في بدايات ميولاتها الشعرية وعمرها لم يتجاوز 13 سنة:
هي أول امرأة تونسية تتمكن من نشر ديوان شعري سنة 1968 تحت عنوان «حنين».

## مواضيع ذات صلة
- قائمة الكتاب التونسيين